# Bertrand Landrieu
Pour les articles homonymes, voir Landrieu.
Bertrand Landrieu, né le 9 février 1945 dans le 16e arrondissement de Paris et mort le 6 décembre 2019 dans le 14e arrondissement de Paris, est un haut fonctionnaire français, ancien préfet de la région Île-de-France, préfet de Paris.

## Biographie
Bertrand Landrieu est fils de médecin.

### Haut fonctionnaire
Après avoir obtenu un diplôme d'Études supérieures (DES) en droit public, Bertrand Landrieu est passé par l'Institut d'études politiques de Paris (IEP), puis l'ENA, promotion Robespierre (janvier 1968 - mai 1970) dont il sort administrateur civil au ministère de l'intérieur.
Bertrand Landrieu fait sa carrière dans la préfectorale, ne quittant ce corps que pour intégrer les cabinets ministériels lorsque la droite est au pouvoir.
En 1971, il est directeur de cabinet du préfet de la Sarthe. En 1973, il rejoint le ministère de l'agriculture. De 1974 à 1977, il est sous-préfet d'Ussel, et en 1974, le ministère de l'Intérieur.
De mars 1986 à octobre 1987, il devient le directeur adjoint du cabinet de Charles Pasqua, alors ministre de l'intérieur. De 1993 à 1995, il est préfet du Limousin. Proche de Jacques Chirac, il est son directeur de cabinet à la présidence de la République lors de son premier septennat, de mai 1995 à juin 2002.
Le 10 juillet 2002, il est nommé préfet de la région Île-de-France et préfet de Paris. À ce titre, il est également président du STIF.
Il fait partie des collaborateurs de Jacques Chirac, ancien président de la République, depuis mai 2007. Il en est son directeur de cabinet jusqu'en mars 2012, date à laquelle il prend sa retraite. Aux législatives, il devient le directeur de campagne de François Fillon, candidat dans la 2e circonscription de Paris.
En octobre 2012, il est nommé comme médiateur du conseil d'administration de l'EPIC domaine national de Chambord.

### Autres fonctions
De 1999 à 2002, il est président du conseil d'administration de l'Office national des forêts (ONF).
À compter de novembre 2002, comme traditionnellement tous les préfets de Paris, il est président de l'Association du corps préfectoral et des hauts fonctionnaires du ministère de l'Intérieur.
Il a été qualifié d'« archétype du haut fonctionnaire » dans une enquête de Gilles Gaetner intitulée « Les marionnettes de la République » parue dans le magazine L'Express du 7 août 2003.
Le 12 décembre 2017, il est nommé, par décret du président de la République, membre du conseil de l'ordre national de la Légion d'honneur.

### Vie privée
Il est le cousin de l'écrivain Alexandre Jardin[réf. nécessaire]. Lorsqu'il était préfet de la région Île-de-France (2002-2007), il résidait dans son logement de fonction situé à l'hôtel de Noirmoutier, où il organisait des dîners secrets avec la droite parisienne.

## Fonctions
- 1er juin 1970 : administrateur civil au ministère de l'intérieur, mis à la disposition du ministère de l'éducation nationale
- 11 juin 1971 : sous-préfet, directeur du cabinet du préfet de la Sarthe
- 26 août 1973 : sous-préfet hors cadre
- 1er avril 1974 : réintégré dans le corps des administrateurs civils
- 5 août 1974 : sous-préfet d'Ussel
- 15 août 1977 : secrétaire général de la préfecture de la Manche
- 18 avril 1978 : chef de cabinet (chargé de relations avec le Parlement) du ministre des transports
- 10 juin 1978 : réintégré dans le corps des administrateurs civils
- 6 octobre 1980 : chef du cabinet civil du ministre de la défense
- 1er mars 1981 : directeur du cabinet du préfet de la région Alsace, préfet du Bas-Rhin
- 7 mai 1984 : directeur de l'aménagement, des équipements et des transports de la région Île-de-France
- 24 mars 1986 : directeur adjoint du cabinet du ministre de l'intérieur
- 2 novembre 1987 : préfet, commissaire de la République du département de la Savoie
- 9 juillet 1990 : préfet de la Manche[12]
- 12 juillet 1993 : préfet de la région Limousin, préfet de la Haute-Vienne[13]
- 24 mai 1995 : directeur du cabinet du président de la République
- 29 juillet 2002 - 23 mai 2007 : préfet de la région d'Île-de-France, préfet de Paris[14]
- 23 mai 2007 : préfet hors cadre, directeur de cabinet du président Jacques Chirac.
- 14 décembre 2009 : admis à faire valoir ses droits à la retraite à compter du 10 février 2010
- 12 décembre 2017, membre du Conseil de l'ordre national de la Légion d'honneur

## Dans la fiction
- 2013 : dans le téléfilm La Dernière Campagne, son rôle est interprété par Gilles Arbona.

## Récompenses et distinctions

### Décorations
- Commandeur de la Légion d'honneur Il est fait chevalier le 24 avril 1991, promu officier le 31 décembre 2002[15], puis commandeur le 11 juillet 2008[16].
- Chevalier de l'ordre national du Mérite
- Chevalier de l'ordre du Mérite agricole (1981)[17]
- Grand officier de l'Ordre de Grimaldi[18]